# Ambasada Republiki Chińskiej przy Stolicy Apostolskiej
Ambasada Chin przy Stolicy Apostolskiej (chiń. 中華民國駐教廷大使館) – misja dyplomatyczna Republiki Chińskiej przy Stolicy Apostolskiej. Ambasada mieści się w Rzymie, w pobliżu Placu Świętego Piotra.
Stolica Apostolska jest jednym z nielicznych podmiotów prawa międzynarodowego na świecie i jedynym w Europie, uznającym władze na Tajwanie za legalny rząd Chin i utrzymującym z Republiką Chińską stosunki dyplomatyczne.
Ambasada Republiki Chińskiej przy Stolicy Apostolskiej mieści się na terytorium Republiki Włoskiej, która nie uznaje państwowości Republiki Chińskiej. Ma w tym przypadku zastosowanie artykuł 12 traktatów laterańskich, który stanowi iż dyplomaci akredytowani przy Stolicy Apostolskiej cieszą się w Republice Włoskiej immunitetem i przywilejami dyplomatycznymi zgodnie z prawem międzynarodowym nawet wówczas, gdy państwo, które reprezentują nie utrzymuje stosunków dyplomatycznych z Republiką Włoską lub nie jest przez nią uznawane.

## Historia
Republika Chińska nawiązała stosunki dyplomatyczne ze Stolicą Apostolską w 1942.